# أبناء الغابة (لعبة)
أبناء الغابة (بالإنجليزية: Sons of the Forest) هي لعبة فيديو من نوع البقاء على قيد الحياة من تطوير استديوهات اند نايت. تعتبر تكملة للعبة الغابة التي صدرت عام 2014. تدور القصة حول بطل يُرسل إلى جزيرة غامضة للبحث عن الرئيس التنفيذي المفقود وعائلته، بينما يواجه وحوشًا آكلة لحوم البشر ويكشف سرًا قديمًا مدفونًا في أعماق الأرض. تم إصدار اللعبة عبر الوصول المبكر في 23 فبراير 2023 على نظام ويندوز عبر منصة ستيم، قبل إصدارها الكامل في 22 فبراير 2024.

## اسلوب اللعب
مثل لعبة الغابة، تضع لعبة أبناء الغابة اللاعبين في دور بطل عالق على جزيرة مأهولة بالآكلة لحوم البشر. يمكن للاعبين بناء أسلحة ومباني لمساعدتهم في البقاء. تم إضافة عدة آليات جديدة إلى اللعبة، مثل الطباعة ثلاثية الأبعاد، بالإضافة إلى الشخصيات غير القابلة للعب.
إحدى هذه الشخصيات هي رفيق يُدعى كيلفن، الذي يعاني من الصمم ولا يستطيع التحدث. يمكن للاعبين إعطاء كيلفن أوامر مكتوبة على ورقة لمساعدته في مهام بسيطة مثل جمع موارد الحرف اليدوية أو إعداد النيران. كما سيلتقي اللاعبون بشخصية فرجينيا، وهي امرأة ذات ثلاث أرجل وثلاثة أذرع يمكن تزويدها بأسلحة للمساعدة في مواقف القتال.
تُعتبر خريطة اللعبة أكبر بأربع مرات من خريطة سابقتها. تدعم اللعبة حتى ثمانية لاعبين في وضع اللعب التعاوني، على الرغم من أن اللاعبين يمكنهم أيضًا اختيار اللعب بمفردهم. وبحسب أفعالهم، يمكن للاعبين الحصول على نهايات مختلفة.

## القصة
بعد سنوات عديدة من أحداث الغابة، يتم إرسال فريق من المتعاقدين العسكريين الخاصين، تم توظيفهم من قبل PuffCorp، إلى جزيرة تُعرف باسم "الموقع 2" للبحث عن إدوارد بافتون (مؤسس الشركة والرئيس التنفيذي)، وزوجته باربرا، وابنته البالغة من العمر 20 عامًا، فرجينيا، الذين اختفوا منذ عدة أشهر. الشخصية الرئيسية، جاك هولت، هو صحفي مشهور وصديق شخصي لإدوارد، وينضم إلى الفريق.
تعرضت طائرات الفريق للهجوم من قبل مهاجمين مجهولين، مما أدى إلى تحطمها. ينجو جاك من الحادث لكنه يُضرب على رأسه بواسطة رجل يرتدي معطفًا فضيًا يُدعى جيانيو زانغ، وهو موظف سابق في PuffCorp ويعمل الآن لصالح Sahara Therapeutics: الشركة المسؤولة عن الأحداث في الموقع 1. يستيقظ جاك مع زميله الناجي الآخر كيلفن، الذي أصيب بالصمم وإعاقة عقلية نتيجة الحادث.
يعمل جاك وكيلفن معًا لإنشاء مخيم وجمع الموارد اللازمة للبقاء على الجزيرة والدفاع عن نفسيهما من قبائل آكلة لحوم البشر والمخلوقات المتحورة تحت الأرض. ينضم إليهما أيضًا فرجينيا، التي أصبحت متحورة ولكنها تمكنت بطريقة ما من الاحتفاظ بإنسانيتها.
بينما يستكشف جاك الجزيرة، يكتشف أنظمة كهوف شاسعة، ومخابئ تحت الأرض، ومرافق فاخرة، وهياكل قديمة تظهر أدلة على وجود حضارة متقدمة. من خلال الوثائق التي يجدها على طول الطريق، يتعلم جاك أن PuffCorp استحوذت على الجزيرة تحت ستار تحويلها إلى منتجع، لكنها كانت تتنافس سرًا مع Sahara Therapeutics للسيطرة على أثر يُعرف باسم "المكعب". يشمل ذلك نوعًا نادرًا من خام الذهب غير المكتشف سابقًا يُدعى "سولافيت"، الذي يتكون منه المكعب وغيرها من الآثار الموجودة على الجزيرة، والذي وُجد أنه يمتلك خصائص طبية.
في نهاية المطاف، يجد جاك لقطات مراقبة تظهر أن جميع نزلاء المنتجع تحولوا فجأة إلى متحورات خلال حفلة عشاء.

## التطوير
وبعد نجاح الجزء الأول من لعبة ذا فورست وتحقيق مبيعات ضخمة وصلت إلى أكثر من 5 ملايين نسخة في السنة الأولى من الإطلاق، أعلن الاستديو المطور Endnight Games خلال حدث Game Awards 2019 عن قدوم نسخة مكملة من اللعبة والتي أطلق عليها أسم Sons of the Forest (أبناء الغابة)، والتي ستكون كما ظهر في الإعلان الترويجي داخل نفس الغابة التي حصلت فيها أحداث الجزء الأول.